# Desert Kickboxer
Desert Kickboxer est un film de Isaac Florentine sorti en 1992 au cinéma.

## Synopsis
- Un héros amérindien aide de quelques combats d'un groupe d'escrocs qui ont l'intention de leur voler leur argent.

## Distribution
- John Newton : Joe Highhawk
- Paul L. Smith : Santos
- Judie Aronson : Claudia Valenti